# Campylaspis affinis
Campylaspis affinis är en kräftdjursart som beskrevs av Sars 1870. Campylaspis affinis ingår i släktet Campylaspis och familjen Nannastacidae. Inga underarter finns listade i Catalogue of Life.

## Bildgalleri

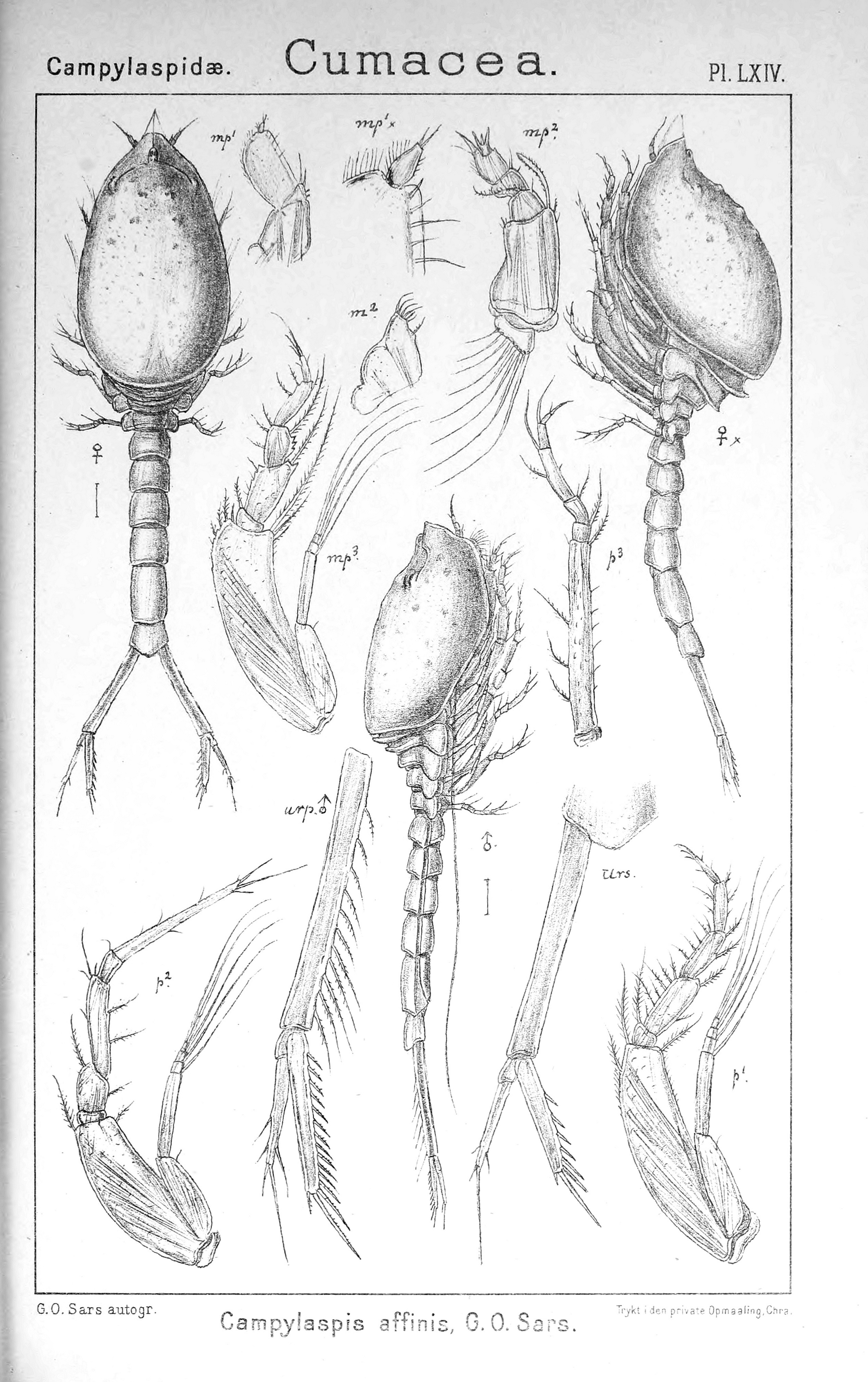